# Leif Eriksson (silversmed)
Per Nils Leif Eriksson, född 24 augusti 1950, är en svensk silversmed bildkonstnär och gallerist.  
Eriksson studerade vid Konstfackskolan i Stockholm 1973–1978 och etablerade sin egen silverateljé redan 1973 men praktikarbetade efter skolan för två olika silversmeder samtidigt som han studerade måleri vid Konstfacks aftonskola. Hans konst består av silverkorpus samt målningar. Vid sidan av sin konstnärliga verksamhet övertog han och drev sin fars konstgalleri Gröna Paletten i Stockholm.  